# Bafra

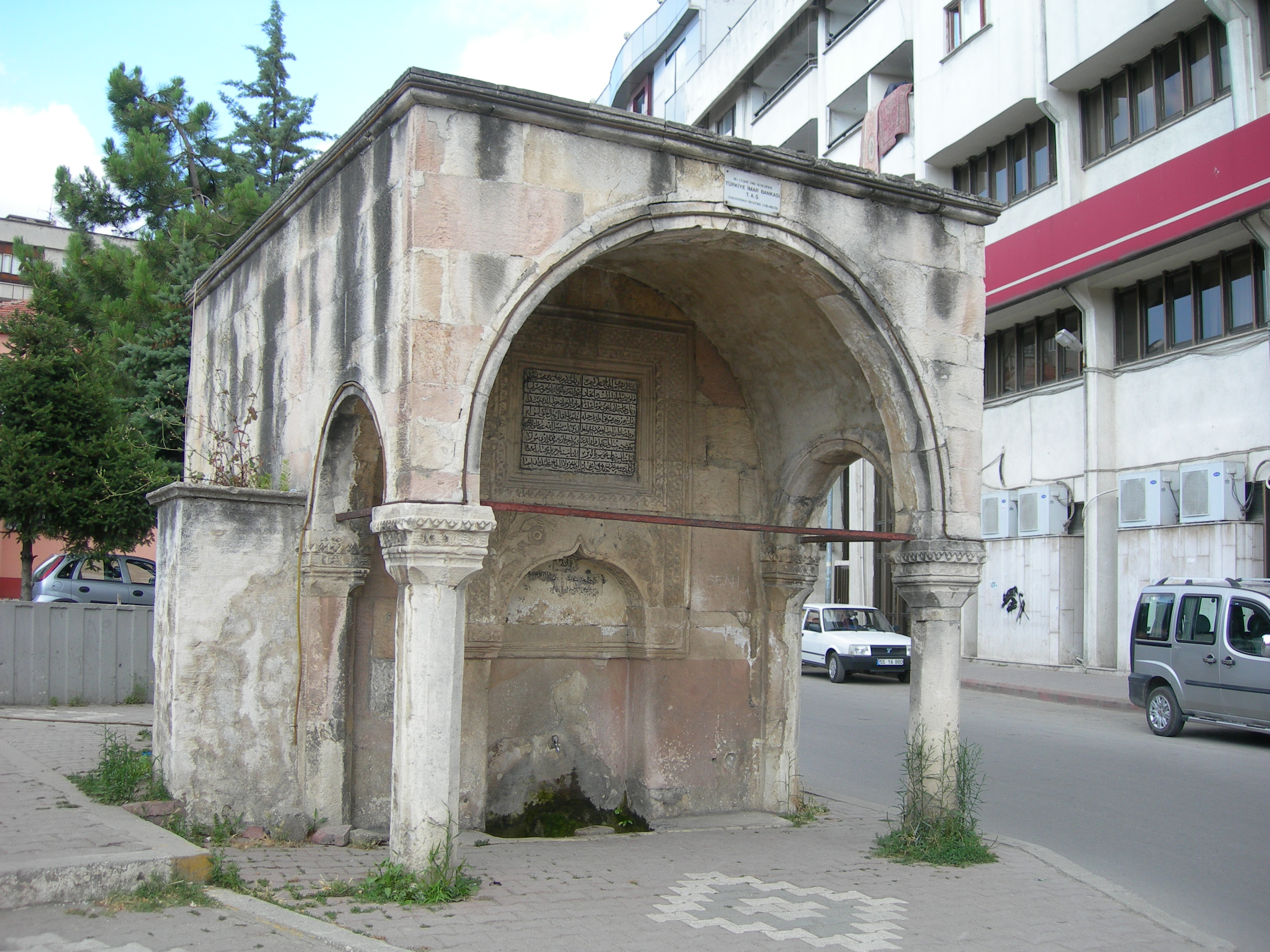

Bafra ist eine Stadtgemeinde (Belediye) im gleichnamigen Ilçe (Landkreis) der Provinz Samsun an der türkischen Schwarzmeerküste und gleichzeitig eine Gemeinde der 1993 geschaffenen Büyüksehir belediyesi Samsun (Großstadtgemeinde/Metropolprovinz). Seit der Gebietsreform 2013 ist die Gemeinde flächen- und einwohnermäßig identisch mit dem Landkreis.
Bafra liegt in der Schwarzmeerregion 20 km von der Küste entfernt und grenzt intern im Osten an Alaçam, im Süden an Havza und Kavak sowie im Osten an 19 Mayıs und Atakum.
Die Stadt liegt in der Schwemmlandebene des Kızılırmak am Kreuzungspunkt des Flusses und der Verbindungsstraße von Sinop und Samsun am Ostufer des Kızılırmaks.

## Geschichte
Die Region ist seit 5.000 Jahren v. C. besiedelt. Es finden sich verschiedene Höyüks im Landkreis, u. a. der Böğürtlen Höyüğü und der Höyük im Dorf Beylik. Ausläufer des Canik-Gebirges durchziehen den Landkreis. Der höchste Berg ist der Nebyan Dağı (1.224 m).
Vor den Griechenverfolgungen im Osmanischen Reich 1914–1923 war Bafra mehrheitlich von Griechen besiedelt. Ab Februar 1920 kam es in Bafra zu Massakern, denen etwa 6000 griechische Bewohner zum Opfer fielen.

## Verwaltung
(Bis) Ende 2012 bestand der Landkreis neben der Kreisstadt aus den vier Stadtgemeinden (Belediye) Çetinkaya, Doğanca, İkizpınar und	Kolay sowie 115 Dörfern (Köy) in drei Bucaks, die während der Verwaltungsreform 2013 in Mahalle überführt wurden. Die 21 existierenden Mahalle der Kreisstadt blieben erhalten, während die Mahalle der Belediye vereinigt wurden. Den Mahalle steht ein Muhtar als oberster Beamter vor.
Ende 2020 lebten durchschnittlich 1.032 Menschen in jedem dieser 139 Mahalle, 11.284 Einw. im bevölkerungsreichsten (Mevlana Mah.). Bevölkerungsreiche Mahalle sind zudem Altınyaprak (8.604), İshaklı (8.012), İsmetpaşa (6.506), Gazipaşa (4.655), Kemalpaşa (4.524), Fevzi Çakmak (4.293), Altınkaya (3.947), Alparslan (3.899), Dededağı (3.702) und Hacınabi (3.589 Einw.).

## Sehenswürdigkeiten
- Die Çetinkaya-Brücke, eines der ersten großen Bauvorhaben der Republik. Sie überquert den Kızılırmak und ersetzte 1937 eine 650 m lange Holzbrücke.
- Die Ausgrabungsstätte İkiztepe mit Funden aus der Kupfer-, der frühen Bronze- und der Hethiterzeit
- Das Şifa-Hamam, ein ca. dreihundert Jahre altes türkisches Bad
- Die Ruine Asar, Burgruine aus dem 1. Jahrtausend v. Chr.

## Persönlichkeiten
- Fahrettin Genç (* 1953), Fußballtrainer
- Gökhan Gönül (* 1985), Fußballspieler
- Musa Kadıoğlu (* 1971), Archäologe
- Murat Ocak (* 1982), Fußballspieler